# 多寄村
多寄村（たよろむら）は、かつて北海道上川郡に存在した村である。1938年に風連村に改称した村と、風連村から分村し後に合併して士別市となった村の二つが存在した。

## 沿革
- 1909年（明治42年）4月1日 - 北海道二級町村制施行により上川郡多寄村、上名寄村（一部）が合併し、多寄村（第一次）が発足。
- 1915年（大正4年）4月1日 - 上川郡上名寄村と境界の一部を変更。
- 1924年（大正13年）4月1日 - 一級村に移行。
- 1938年（昭和13年）
  - 2月6日 - 多寄村が風連村に改称。
  - 4月1日 - 風連村から上多寄原野、上タヨロマ、上タヨロマ原野、下多寄が分離し、多寄村（第二次）が発足。
- 1954年（昭和29年）7月1日 - 上川郡士別町、上士別村、温根別村と合併し、市制施行して士別市が成立。